# Lethrus

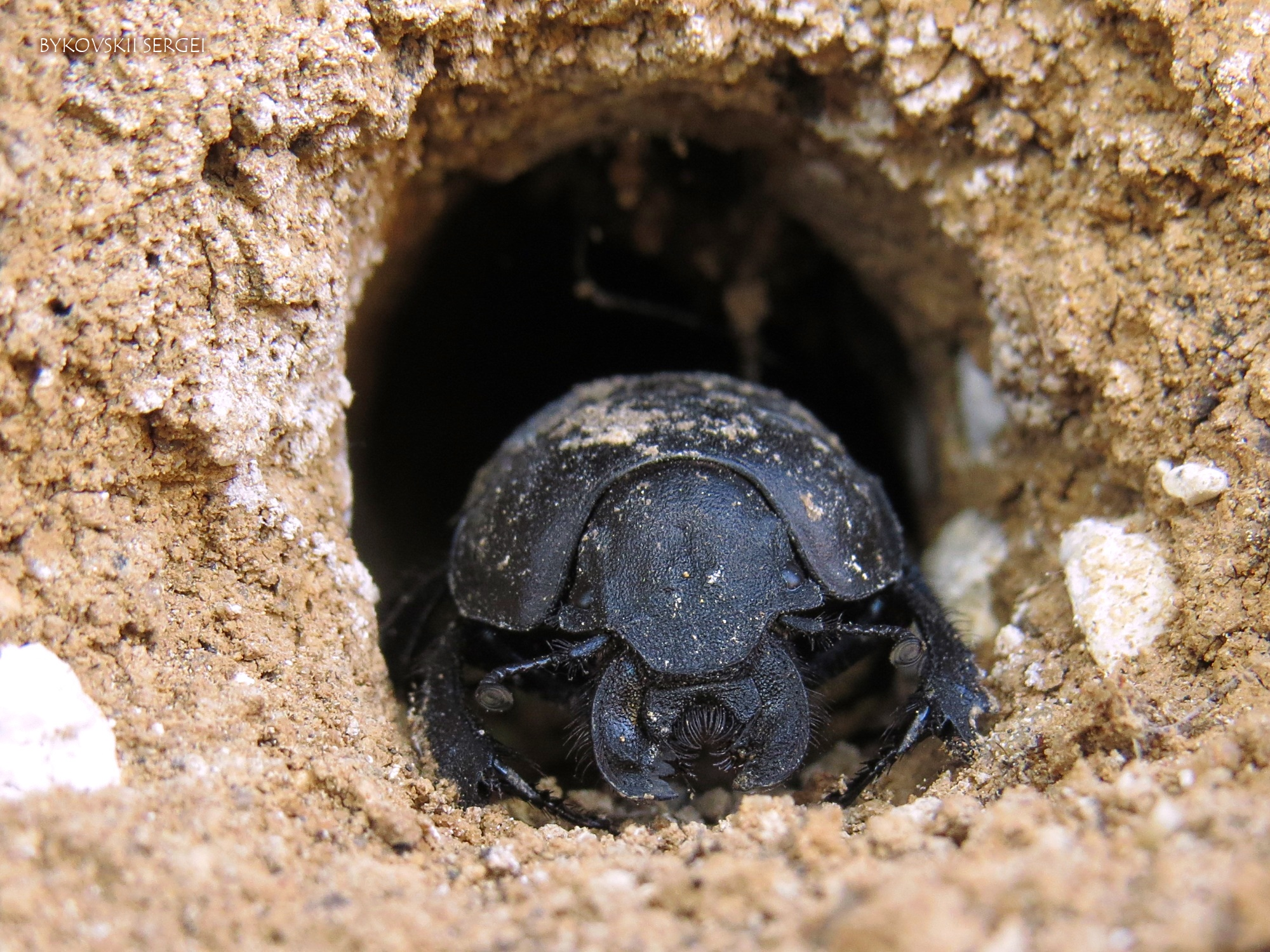
Lethrus apterus čili chrobák révový chrání vchod rozvětvenými kusadly

Lethrus je rod brouků z čeledi chrobákovitých, ve které je řazen do podčeledi Lethrinae. Zástupci jsou relativně velcí, robustní, nelétaví (apterní), mají nápadně silná kusadla a živí se rostlinnou potravou.

## Rozšíření
Chrobáci tohoto rodu žijí v rozsáhlém, ale disjunktním areálu, který je rozdělen do tří částí. Západní část se rozkládá v jihozápadní Evropě a v Malé Asii, centrální se nachází ve Střední Asii (kde žije největší počet druhů) a východní část leží v Mongolsku a blízkém okolí.

## Výskyt
Vyskytují se obvykle v koloniích na místech s půdou částečně zbavenou rostlinného krytu. Vybírají si teplé, jižně orientované a převážně svažité terény, které nebývají zaplavovány vodou. Žijí samostatně v noře hluboké 5 až 15 cm. Protože nelétají, mají jen omezenou možnost šířit se na jiná místa.

## Popis
Černě zbarvení chrobáci s velkými kusadly jsou obvykle velcí 15 až 25 mm a mají srostlé krovky. U rodu Lethrus se projevuje pohlavní dimorfismus: samci převážné většiny druhů mají na spodní straně dolní čelisti (mandibuly) zřetelné výrůstky; výrůstky jednotlivých druhů se liší. Samice výrůstky nemají a jsou u většiny druhů na první pohled stejné.
Brouci rodu Lethrus se na rozdíl od ostatních chrobáků neživí trusem nýbrž rostlinami. Potravu hledají v blízkosti nory. Vybírají si převážně mladé listy a květy, které ukusují. Lezou také po rostlinách do výšky (až 80 cm), ukusují kousky listů a shazují je na zem; pak je postupně odvlékají pozpátku do nory. Nejsou příliš vybíraví, bylo shledáno přes 100 druhů rostlin, kterými se živí.

## Rozmnožování
Brzy na jaře, v březnu až počátkem května, vylézají po přezimování mladí dospělci z půdy na povrch a hloubí obytné nory. V období páření vyhledávají samci nory obývané samicemi a lezou k nim. Pokud se samec snaží dostat do nory, kterou již obsadil jiný samec, dochází k souboji. V noře dojde k páření a pak brouci společně noru prodlužují do hloubky (až 1 m). V noře budují pět až jedenáct postranních buněk, do kterých samice naklade po jednom vajíčku. Hloubka i počet buněk závisí na typu a poddajnosti zeminy. Vyhrabanou zeminu vrší brouci vedle vstupního otvoru nory. Buňky zaplní čerstvými rostlinami (k naplnění jedné buňky musejí vykonat asi 50 cest s potravou) a zeminou je utěsní. V zimě dospělci hynou; ojediněle se jedinec dožije další sezóny.
Larva se z vajíčka vylíhne do dvou týdnů. Po spotřebování vaječného obalu se živí rostlinami připravenými rodiči. Přibližně během měsíce se třikrát svléká. V posledním instaru si zhotoví kokon z  výměšků a zeminy. Stadium kukly trvá asi tři měsíce. Imago přezimuje v kokonu.

## Taxonomie
Rod Lethrus je tvořen asi 120 druhy a je považován za jediný rod v nelétavé podčeledi Lethrinae. Hlavními rozlišovacími znaky mezi jednotlivými druhy jsou tvar mandibuly a jejích výrůstků, pronotum a genitálie samců.
Rod se obvykle dělí do devíti podrodů:
- Abrognathus Jakovlev, 1890
- Ceratodirus Fischer von Waldheim, 1845
- Furcilethrus Nikolayev, 1968
- Heteroplistodus Jakovlev, 1890
- Lethrus Scopoli, 1777
- Mesolethrus Nikolajev, 2003
- Neolethrus Nikolaev, 1987
- Paralethrus Nikolajev, 2003
- Scelolethrus Semenov, 1892

## Význam
Pokud se brouci rodu Lethrus silně rozmnoží na polích, vinicích nebo v zahradách, působí na plodinách škody – odštipují mladé lístky i květy – a bývají hubeni. Počátkem 20. století žil v  České republice chrobák révový (Lethrus apterus), který je v současnosti v ČR považován za vyhynulý druh.